# Peggy Seeger

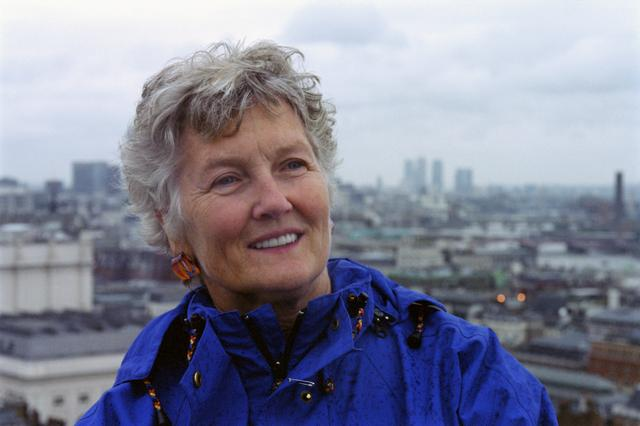
Peggy Seeger (2011)

Peggy Seeger (* 17. Juni 1935 in New York City) ist eine US-amerikanische (und zeitweilig britische) Folksängerin und Liedermacherin.

## Leben und Wirken
Seeger wuchs in einer musikalischen Familie auf; ihr Vater war der Musikforscher Charles Seeger (1886–1979), ihre Mutter die Komponistin Ruth Crawford Seeger (1901–1953); Pete Seeger (1919–2014) ihr Halbbruder, Alan Seeger (1888–1916) ihr Onkel. Eine der ersten Plattenaufnahmen von Peggy Seeger gemeinsam mit Bruder Mike war American Folk Songs for Children (1955). Während der McCarthy-Ära besuchte sie Mitte der 1950er die Volksrepublik China, woraufhin ihr Pass eingezogen wurde. Sie ging daher auf Europatournee. Bei einem Auftritt in London 1956 verliebte sich der Folksänger Ewan MacColl in sie. Für Seeger schrieb er The First Time Ever I Saw Your Face. Das Lied wurde in der Interpretation von Roberta Flack im Jahr 1972 ein Hit, sowohl MacColl als auch Flack wurden für das Lied mit Grammy Awards ausgezeichnet.
Um weiter eine Arbeitserlaubnis in Großbritannien zu erhalten, heiratete Seeger 1959 den schottischen Folksänger Alex Campbell in Paris, um die britische Staatsbürgerschaft zu erhalten und die Beziehung mit MacColl fortsetzen zu können. Später konnten MacColl und Seeger heiraten. Sie lebten bis zu MacColls Tod 1989 zusammen und haben drei gemeinsame Kinder (Neill, Callum und Kitty).
Seeger wurde Teil der Critics’ Group, in der sich sozialkritische Liedermacher Großbritanniens zusammengeschlossen hatten. Ihre Lieder sind häufig gewerkschaftlich orientiert, behandeln aber auch Themen der Friedens- und der Frauenbewegung. 1994 kehrte sie in die USA zurück, wo sie heute in Asheville lebt.

## Diskographie (Auswahl)
- Folksongs of Courting and Complaint (1955)
- Animal Folksongs for Children (1957)
- Two Way Trip (1961)
- Peggy Alone (1967)
- At The Present Moment (1973)
- Penelope Isn’t Waiting Anymore (1977)
- Different Therefore Equal (1980)
- The Folkways Years 1955–1992 – Songs of Love and Politics (1992)
- Familiar Faces (1993)
- Songs of Love and Politics (1994)
- Love Will Linger On (1995)
- An Odd Collection (1996)
- Classic Peggy Seeger (1996)
- Period Pieces (1998)
- No Spring Chickens (1998)
- Almost Commercially Viable (2000)
- Heading For Home (2003)
- Everything Changes (2014)

### Mit Mike Seeger
- American Folk Songs for Children (1955)
- American Folk Songs Sung by the Seegers (1957)
- Peggy ‘n’ Mike (1967)
- American Folk Songs for Christmas (1990)

### Peggy Seeger und die Critics Group
- The Female Frolic (1967)
- Living Folk (1970)